# Sojuz 36
Sojuz 36  byla kosmická loď SSSR z roku 1980, která dopravila na sovětskou orbitální stanici Saljut 6 mezinárodní rusko/maďarskou posádku. Podle katalogu COSPAR dostala označení 1980-041A a byl to 71. registrovaný let kosmické lodě s lidmi na palubě ze Země. Jejím volacím znakem byl ORION.

## Posádka
Dvoučlennou posádku, pátou mezinárodní v rámci programu Interkosmos tvořili tito kosmonauti:
- Valerij Kubasov, Rus, 45 roků, jeho třetí let
- Bertalan Farkas, Maďar, 30 roků, první (a poslední) let

## Průběh letu

### Start
Loď odstartovala 26. května 1980 večer z kosmodromu Bajkonur s pomocí rakety Sojuz U. Start se vydařil, loď se dostala na orbitu 191 – 265 km, bez problémů fungoval i zapnutý systém automatického přibližování . K pevnému připojení na zadní spojovací uzel stanice došlo večer 27. května 1980 a krátce před půlnocí SEČ oba kosmonauti přešli do Saljutu 6. Zde se setkali se čtvrtou základní posádkou stanice, kosmonauty Leonidem Popovem a Valerijem Rjuminem, kteří zde sloužili již osm týdnů.
V době jejich příletu měla za sebou stanice přes 2,5 roku existence na oběžné dráze Země. U jejího předního uzlu byla připojena loď Sojuz 35, se kterou přiletěli Popov s Rjuminem.

### Práce na stanici

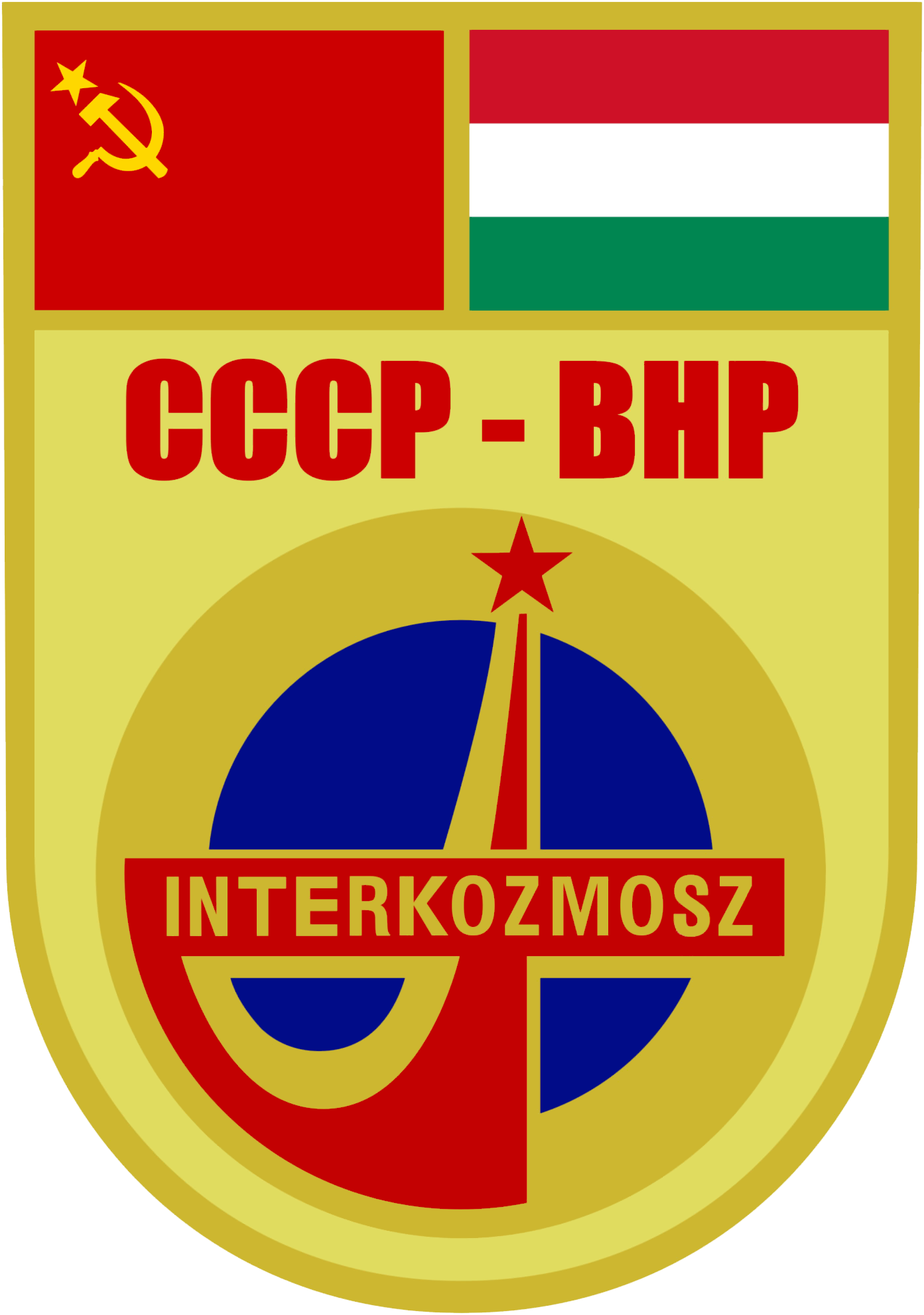
Znak Interkosmos

Mezinárodní návštěva na stanici strávila sedm pracovních dní a během nich provedla celá čtveřice 20 sovětsko-maďarských experimentů.
Potom si obě posádky vyměnily své lodě, tedy si přenesly anatomická sedadla, osobní věci a do starší lodě i výsledky experimentů.

### Odlet domů
Kubasov s Farkasem nastoupili 3. června 1980 do lodě Sojuz 35, po několika hodinách se od stanice odpojili a zahájili sestupný manévr. Oddělená kabina s pomocí padákového systému přistála téhož dne asi 140 km od Džezkazganu na území Kazachstánu..

### Osudy Sojuzu 36
Členové stálé posádky novou loď přeparkovali 4. června 1980 ze zadního na přední spojovací uzel a zde zůstala téměř další dva měsíce. Pak ji využila ke svému návratu na Zem další z návštěv na stanici, Rus Viktor Gorbatko a Vietnamec Pham Tuan. S kabinou lodě přistáli 31. července 1980 také v Kazachstánu.

## Konstrukce Sojuzu
Udaná startovací hmotnost byla 6800 kg vč.200 kg paliva pro manévrování a brzdění. Loď se obdobně jako ostatní lodě Sojuz skládala ze tří částí, kulovité orbitální sekce, návratové kabiny a sekce přístrojové. Měla namontováno spojovací zařízení a padákový systém..